# L'Or noir de Lornac
L'Or noir de Lornac est un feuilleton français en 13 épisodes de 26 minutes réalisée par Tony Flaadt et diffusée du 8 septembre au 29 septembre 1987.

## Synopsis
Ce feuilleton retrace l'histoire d'une famille de Lornac, un village du Finistère, lors de la marée noire à la suite du naufrage de l'Amoco Cadiz.

## Fiche technique
- Titre : L'Or noir de Lornac d’après le roman Lornac ist überall de Otto Steiger
- Réalisateur : Tony Flaadt
- Scénario : Tony Flaadt, Guido Hanser, Pierre-Jakez Helias, Otto Steiger
- Musique : Vladimir Cosma
- Pays : France
- Genre : comédie
- Durée : 13 épisodes de 26 minutes
- Tournage : 1986
- Date de diffusion : 1987
- Tous publics

## Distribution
- Pierre Mondy : Jos Kerjean
- Maria Schneider : Brigitte
- Ivan Desny : Guy Madec
- Christine Wodetsky : Henriette Madec
- Paul Le Person : Dubois
- Lionel Melet : Gaston Kerjean
- Frédéric Deban : Yves Kerjean
- Sophie Carle : Odette
- Nathalie Houzé : Anne Kerjean
- Frédérique Jamet : Marie-Louise